# Коцебу (затока)
Коцебу́ (англ. Kotzebue Sound) — затока Чукотського моря біля західного берега Аляски. Довжина 330 км, ширина від 54 км до 130 км, глибина 13—25 м. Більшу частину року вкрита кригою.
Затока Коцебу розташована у перехідній кліматичній зоні, яка характеризується тривалою холодною зимою та прохолодним літом. 
Середня низька температура січня становить −24°C ; середня температура липня становить 14 °C. 
Екстремальні температури були виміряні від −47 °C до 29 °C. 
Затока Коцебу вільна від льоду з початку липня до початку жовтня.
Міста Коцебу, Ківалік і Дірінг розташовані на березі затоки Коцебу.
Затока названа на честь російського мореплавця О. Є. Коцебу, що відкрив її в 1816 році.

## Фауна
У затоці Коцебу різноманітна пташина фауна, варто відзначити: Fratercula cirrhata, гагара чорношия та гагара червоношия. 

У затоці зустрічається білий ведмідь, Ursus maritimus; фактично найбільший у світі білий ведмідь вагою 1002 кг був помічений у затоці Коцебу в 1960 році. 